# Кінотеатр імені Черняховського (Умань)
Кінотеатр «Черняховського» — колишній кінотеатр у місті Умань Черкаської області, пам'ятка архітектури Умані. Як кінотеатр не працює з 1995 року. 
Будівля колишнього кінотеатру розташована за адресою: вул. Незалежності, 8, м. Умань (Черкаська область), Україна.

## Концертна зала
Історія будівлі бере початок у 30-х роках XIX ст. , коли графом О. Потоцьким було зведено великий одноповерховий цегляний будинок, призначений для концертної зали.
У 1832 році, після польського повстання, будинок, як частина правобережних володінь родини Потоцьких, був конфіскований й переданий у відання військово-інженерному відомству.

## Маніж
Після того будинок неодноразово зазнавав змін в архітектурі і призначенні. Так, 1866 року концертну залу було перебудовано на військовий манеж для виїжджування коней 12-го гусарського Охтирського полку, що квартирував тоді в Умані. Під час російсько-турецької війни 1877-78 рр. манеж було тимчасово використано як приміщення для полонених турків. По війні манеж було перетворено частково на цейхґауз, а частково на гауптвахту — карцер 44-го резервного піхотного кадрового батальйону. 

## Церква 73-го піхотного Кримського полку
З 1888 року в будівлі тимчасово розміщувалася церква 73-го піхотного Кримського полку, який було передислоковано в Умань з Північного Кавказу.

## Військовий собор святого благовірного князя Олександра Невського та святої преподобної Ксенії
Значних змін споруда зазнала у 1894-95 роках. За активного сприяння Великого князя Олександра Михайловича (шефа Кримського полку), що мешкав тоді в Умані, та старанню полкового священика — протоієрея о. Миколая (Каллістова), будівлю було викуплено і перебудовано у Військовий собор святого благовірного князя Олександра Невського та святої преподобної Ксенії.
Зовні й всередині храм було оздоблено у руському стилі. Добудована дзвіниця. Дзвони були відлиті з гарматної міді та бронзи.
На той час це була найвеличніша православна споруда міста, яку було видно за 10 км.

## Собор УАПЦ
Після Жовтневого перевороту 1917 року Військовий собор певний час був Кафедральним собором Української Автокефальної Православної Церкви. 

## Спроба руйнування та перебудова у кінотеатр
Проте храм не оминула широкомасштабна антирелігійна кампанія. 1925 року його було закрито і розпочате руйнування. Під час підриву будівлі вибуховою хвилею були вибиті шибки у навколишніх будинках в радіусі 500 м. Але, не зважаючи на значну кількість закладеної вибухівки, були лише частково зруйновані бані собору та дзвіниця. Через це було прийняте рішення про припинення зносу і переобладнання споруди на звуковий кінотеатр.
Після тривалої перебудови в травні 1932 року кінотеатр було відкрито для глядачів.
Сучасного вигляду будинок кінотеатру набув 1957 року після здійсненої реконструкції, в результаті якої були значно розширена зала для глядачів, облаштоване фоє.

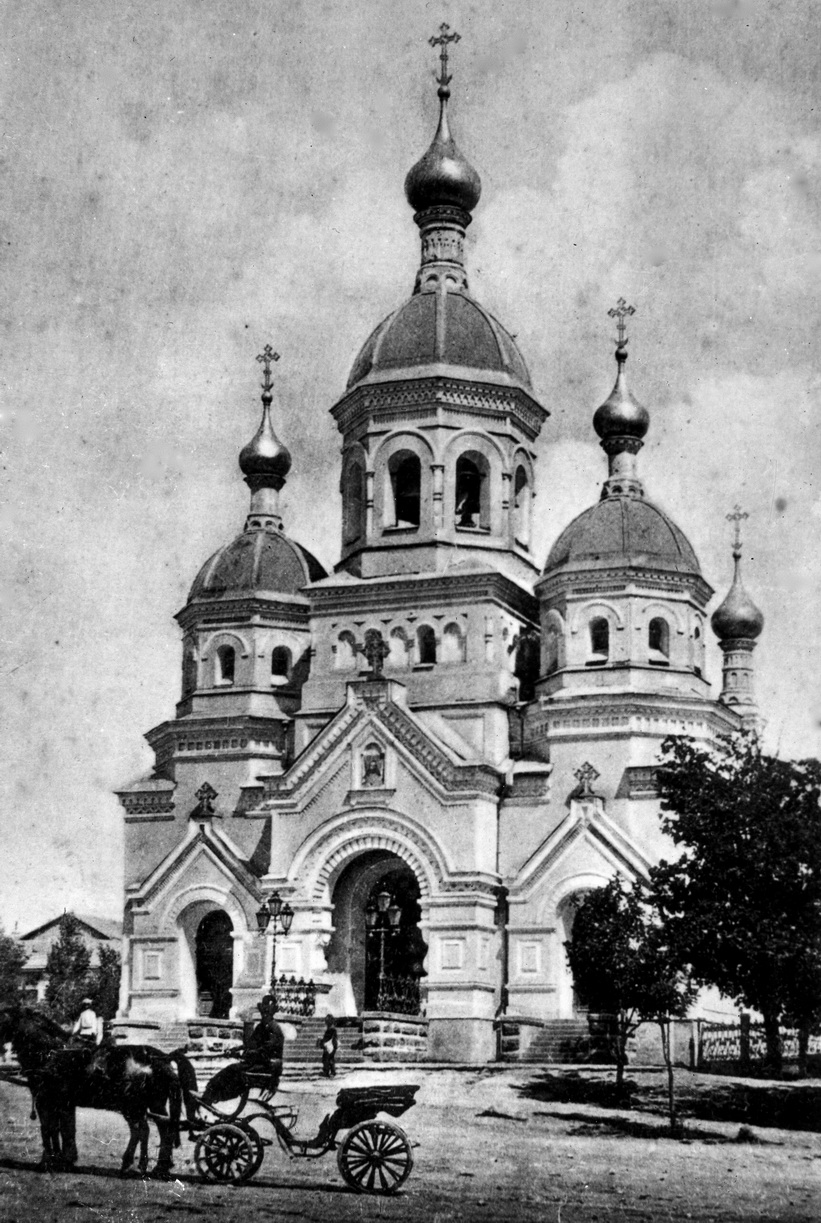